# Elezioni presidenziali in Senegal del 1993
Le elezioni presidenziali in Senegal del 1993 si tennero il 21 febbraio.

## Risultati
| Candidati         | Partiti                                              | Voti      | %     |
| ----------------- | ---------------------------------------------------- | --------- | ----- |
| Abdou Diouf       | Partito Socialista                                   | 757 311   | 58,40 |
| Abdoulaye Wade    | Partito Democratico Senegalese                       | 415 295   | 32,03 |
| Landing Savané    | Partito Africano per la Democrazia e il Socialismo   | 37 787    | 2,91  |
| Abdoulaye Bathily | Lega Democratica/Movimento per il Partito del Lavoro | 31 279    | 2,41  |
| Iba Der Thiam     | Convenzione dei Democratici e dei Patrioti           | 20 840    | 1,61  |
| Madior Diouf      | Raggruppamento Nazionale Democratico                 | 12 635    | 0,97  |
| Mamadou Lô        | Indipendente                                         | 11 058    | 0,85  |
| Babacar Niang     | Partito per la Liberazione del Popolo                | 10 450    | 0,81  |
| Totale            | Totale                                               | 1 296 655 | 100   |